# Арнульф (архиепископ Реймса)
Арну́льф Ре́ймсский (фр. Arnulf; умер 5 марта 1021) — средневековый церковный и государственный деятель, архиепископ Реймса в 989—991 и 995—1021 годах; незаконный сын короля Лотаря, один из последних представителей династии Каролингов.

## Биография

### Избрание архиепископом
Смерть архиепископа Адальберона в 989 году в разгар войны Гуго Капета с Карлом Лотарингским вызвала необходимость подумать о преемнике на этом посту. Поскольку город и прилежащие к нему земли имели стратегическое значение ввиду происходивших военных действий, кандидатура епископа была вопросом высокой политики. Секретарь и ближайший сподвижник покойного Адальберона Герберт Орильякский считался наиболее вероятной кандидатурой, тем более, что его роль при избрании Гуго Капета королём, позволяла рассчитывать на поддержку последнего. Тем не менее король, покидая Реймс после похорон Адальберона, ни словом не высказал поддержки Герберту, предоставив жителям города самим выбрать архиепископа.
Неожиданно в переговоры о приобретении поста архиепископа вступил Арнульф, племянник мятежного Карла Лотарингского, помогавший последнему овладеть Ланом. В переговорах с Гуго Капетом Арнульф пообещал оставить лагерь Карла и даже помочь королю возвратить Лан. Кандидатуру Арнульфа стал активно поддерживать епископ Ланский Адальберон, изгнанный Карлом из своей епархии. Вскоре король стал активным сторонником Арнульфа. Возвратившись в Реймс, Гуго представил его избирателям как одобряемую им кандидатуру. Вскоре Арнульф был избран и рукоположён в аббатстве Святого Ремигия, в свою очередь принеся клятву на верность Гуго Капету и его сыну Роберту.

### Сближение с Карлом и низложение
Добившись избрания архиепископом с помощью Гуго Капета, Арнульф стал обращать свои взоры к империи и Карлу Лотарингскому. Весной 990 года Арнульф добился паллия от у папы Иоанна XV при протекции регентши императрицы Феофано, которая тогда как раз находилась в Риме.
В сентябре 990 года, вступив в переговоры с Карлом, Арнульф договорился сдать ему Реймс, притворившись, что это произошло помимо его воли. Таким образом Реймс был захвачен лотарингцами, а Арнульф якобы взят в плен. Тем не менее сведения о том, что Арнульф осуществил предательство распространялись по Франции. Был созван церковный собор в Санлисе, на который вызывали Арнульфа, чтобы он оправдался, но Арнульф отказался приехать.
Роковую роль в судьбе Арнульфа и Карла Лотарингского сыграл епископ Ланский Адальберон, за несколько лет до этого изгнанный ими из своего города. В 991 году Адальберон предложил Арнульфу примирить его и Карла с Гуго Капетом в обмен на своё возвращение в Лан. Арнульф и Карл приняли предложение. Адальберон торжественно возвратился в Лан и принял управление епархией. В Вербное воскресенье 29 марта 991 года Карл и Арнульф пировали у Адальберона в Лане. После пира епископ забрал у спящих оружие и впустил в покои свои войска, которые схватили Карла и Арнульфа. Вскоре в город вошёл Гуго Капет. Карл и Арнульф были арестованы и перевезены в крепость Орлеана.
В июне 991 года церковный синод в Реймсе обвинил Арнульфа в клятвопреступлении и низложил его. Новым архиепископом Реймсским был избран Герберт Орильякский.

### Восстановление на архиепископском престоле и последние годы жизни
Папа Иоанн XV не признал смещения Арнульфа и несколько раз посылал своих легатов с требованием его восстановления. В июле 995 года церковный синод в Мюзоне признал решение Реймсского синода 991 года незаконным и восстановил Арнульфа на престоле архиепископа Реймсского. Арнульф примирился с Капетингами. А 9 июня 1017 год он короновал Гуго Магнуса, сына Роберта II, в качестве соправителя отца. Арнульф был архиепископом Реймсским до своей смерти в 1021 году.